# Gurbangeldi Durdyýew
Gurbangeldi Hambarowiç Durdyýew, ros. Курбангельды Хамбарович Дурдыев, Kurbangiełdy Chambarowicz Durdyjew (ur. 12 stycznia 1973, Turkmeńska SRR) – turkmeński piłkarz, grający na pozycji obrońcy lub pomocnika, trener piłkarski.

## Kariera piłkarska

### Kariera klubowa
W 1990 rozpoczął karierę piłkarską w klubie Nebitçi Nebit Dag, który potem zmienił nazwę na Arlan. W 1994 przeszedł do Köpetdagu Aszchabad. Latem 1999 wyjechał za granicę, gdzie potem występował w klubach kazachskich - Żengys Astana, Szachtior Karaganda, Batys Orał, ukraińskim Metalist Charków, irańskim Abu Moslem Meszhed. W latach 2002–2003 i 2004-2005 bronił barw Nisy Aszchabad. W 2006 został piłkarzem Aşgabat FK, w którym zakończył karierę piłkarza w roku 2008.

### Kariera reprezentacyjna
W latach 1992–2004 bronił barw reprezentacji Turkmenistanu.

## Kariera trenerska
Po zakończeniu kariery piłkarza rozpoczął pracę szkoleniowca. W 2014 został zaproszony do sztabu szkoleniowego klubu Altyn Asyr Aszchabad, w którym pomagał trenować piłkarzy.

## Sukcesy i odznaczenia

### Sukcesy piłkarskie
Nebitçi Nebit Dag
- wicemistrz Turkmenistanu: 1992, 1993
- finalista Pucharu Turkmenistanu: 1992

Köpetdag Aszchabad
- mistrz Turkmenistanu: 1994, 1995, 1997/98, 2000
- wicemistrz Turkmenistanu: 1996, 1998/99
- zdobywca Pucharu Turkmenistanu: 1994, 1997, 1998/99, 2000
- finalista Pucharu Turkmenistanu: 1995

Aşgabat FK
- mistrz Turkmenistanu: 2007, 2008
- zdobywca Superpucharu Turkmenistanu: 2007
- finalista Superpucharu Turkmenistanu: 2008